# Nick Clark
Nicholas Clark é um personagem fictício nas primeiras quatro temporadas da série de televisão Fear the Walking Dead. Ele é interpretado por Frank Dillane. Nick é filho de Steven e Madison Clark, a principal protagonista da série ao longo das primeiras quatro temporadas. Nick é um adolescente viciado em heroína.

## Biografia
Nick, um viciado em heroína, é inteligente, raciocínio rápido e perceptivo, ele também sofre de uma personalidade viciante. Ele é o primeiro membro do grupo a perceber que os infectados estão mortos.

### 1ª temporada
Nick acorda em uma igreja após consumir heroína, e encontra sua namorada comendo um cadáver. Ele foge e é atropelado por um carro e hospitalizado. O médico diz a Madison e Travis que as afirmações de Nick sobre o incidente são alucinações, mas Travis passa a acreditar em Nick depois de visitar a igreja. Alicia fica mais preocupada com o vício de Nick. No dia seguinte, a escola fecha mais cedo devido a altos níveis de absenteísmo e rumores de uma epidemia. Nick foge do hospital e pergunta a Calvin sobre os efeitos colaterais da droga. Calvin tenta matar Nick para evitar que ele o exponha e é mortalmente baleado. Depois que Travis e Madison chegam, o zumbificado Calvin os ataca. Nick atropela ele várias vezes com um carro, mas Calvin ainda é capaz de se mover. A família Clark decide fugir para o deserto. O grupo retorna à casa de Madison para coletar suprimentos. Nick sofre de abstinência de heroína, então Madison dirige até a escola para pegar o oxicodona. Travis diz a Madison para levar as crianças para o deserto. Os Manawas e os Salazares depois juntam-se aos Clarks. Todas as três famílias decidem passar a noite lá.
Na manhã seguinte, a Guarda Nacional da Califórnia chega e coloca o bloco em quarentena. Dias após a chegada da Guarda Nacional, os residentes tentam viver normalmente. As tensões aumentam sob o governo militar. Nick rouba morfina de Hector por meio de um soro intravenoso.Os soldados levam Griselda e Nick para um hospital. Liza concorda em ir ajudar a equipe médica. Em uma cela militar, Strand suborna um guarda para salvar Nick de ser movido e, posteriormente, recruta Nick para um plano de fuga. O grupo dirige até o quartel-general da Guarda Nacional para resgatar Liza, Griselda e Nick. O grupo se infiltra na base depois que Daniel distrai os guardas, levando um grande grupo de zumbis para fora da arena. Enquanto isso, os zumbis violam o perímetro e invadem a base. Travis chega às celas e liberta os detidos antes de se reunir com Nick. Strand lidera o grupo para sua mansão beira-mar, onde ele revela a Nick que possui um iate no qual planeja escapar, chamado de Abigail.

### 2ª temporada
O grupo evacua para a Abigail após as bombas militares atingirem Los Angeles como uma tentativa de conter o surto. O grupo se depara com um barco contendo sobreviventes no oceano, mas Strand se recusa a leva-los, Nick volta para a costa do zodíaco e traz Madison, Travis, Chris e o cadáver de Liza para a Abigail. Na manhã seguinte, Strand informa ao grupo que eles estão indo para San Diego. O grupo atraca na Ilha Catrina para escapar da perseguição do navio desconhecido. Daniel e Ofelia ficam para trás no barco para ficar de olho em Strand, enquanto Travis e os outros entram em uma casa na praia, que é habitada por uma família. Eles são recebidos pela família Geary, e Nick se relaciona com os filhos, Harry e Willa. Quando Harry apresenta Nick aos seus vários brinquedos, ele fica sabendo das "pílulas de poder" que estão fortemente implícitas como venenos. Preocupado com a segurança das crianças, Nick entra em casa para investigar e descobre que as "pílulas de poder" são realmente venenosas. Nick vai para Madison e Travis, que concordam em ficar com os filhos depois que sua mãe implora a Madison. Após a discussão, no entanto, Willa consome uma pílula. Ela morre, reanima e mata sua mãe. Nick, Madison, Travis, Alicia e Harry vão a bordo da Abigail para grande protesto de Strand. O irmão mais velho de Harry, Seth, resgata Harry à força e o leva de volta para a ilha, onde ele mata sua mãe reanimada enquanto um Nick perturbado observa Abigail ir embora.
Depois que um infectado fica preso na Abigail, Nick, Alicia, Chris e Daniel seguem para a costa do zodíaco para obter suprimentos do avião Voo 462 que caiu. Enquanto todos procuram suprimentos, Nick encontra uma faca e um pouco de amoxicilina para o ferimento de Ofelia. Mais tarde, como Daniel, Alicia, Chris e uma sobrevivente do acidente de avião, Alex, lutam contra um grupo de infectados, Nick chega coberto de sangue infectado e salva Alicia, dando ao grupo uma chance de escapar. Após o incidente, Nick vai para o zodíaco com o resto para que eles possam voltar para a Abigail. Mais tarde naquela noite, Nick vai para um campo de refugiados abandonado, onde arranca uma tripa infectada e espalha o sangue por todo o rosto e corpo. No dia seguinte, Nick dirige-se a um condomínio fechado com marcas de tinta spray semelhantes às marcas de El Sereno, onde os infectados o ignoraram devido à sua camuflagem. Ele então faz o seu caminho para uma casa onde é mantido sob a mira de uma arma por Luis Flores até que ele explica que Strand o enviou. Enquanto Luis carrega vários objetos em seu carro, Luis explica que o condomínio fechado era uma experiência em casa e que será ele quem os fará cruzar a fronteira, no entanto, fica surpreso quando Nick menciona indiretamente sua família.
Depois que Nick lavou o sangue e colocou roupas novas, Luis dirige até a praia e conta a Nick há quanto tempo ele conhece Strand e que eles vão se encontrar com sua mãe na Baixa Califórnia. Eles vão para a Abigail, mas Nick percebe duas pessoas armadas desconhecidas que são mortas por Luis. Uma vez a bordo, Nick fica sabendo que sua irmã e Travis foram mantidos em cativeiro por piratas. Nick ajudou em todos os momentos o plano de trocá-los por uma pessoa que acabou por ser o irmão do líder dos bandidos. Nick ficou preocupado com a condição de Chris ao ficar de olho nele, então ele pediu que ele não se culpasse por não atirar neles antes de entrarem no iate, argumentando que ninguém atiraria em uma mulher grávida. Com a ligação de Connor pelo rádio para realizar a troca, Nick se ofereceu para levar Reed e trazer Alicia e Travis de volta, mas com o assassinato do bandido por Chris, ele pareceu encerrar a ideia. Reed, o pirata, é revivido e Daniel inventou uma maneira de fazê-lo parecer vivo encapuzando-o. Nick foi impedido por sua mãe de realizar a missão e observou com Strand à distância enquanto tudo corria conforme o planejado. Nick simpatizou com Célia Flores, a quem levou seu filho Luis Flores que já havia morrido em um tiroteio e havia se transformado em um zumbi, Nick rapidamente confessou a Célia como estava farto de tanta morte, mas ela o fez conhecer outro ponto de vista em que os mortos eram uma nova forma de vida, e não o fim de uma. À noite, Nick concordou em acompanhar Ofelia para orar pelo bem-estar de seu pai e logo depois ela se perdeu em seus pensamentos lembrando quando tudo começou.
Quando a mansão de Celia foi carbonizada, Nick decide sair sozinho, separando-se de Alicia e Madison. Nick vagueia sozinho em direção a Tijuana. Ele é atacado por bandidos no deserto. Ele é atacado pela terceira vez naquela noite por um cachorro enquanto dormia. No entanto, uma matilha de zumbis chega e devora o cachorro. Os zumbis são então atraídos pelo som de buzinas de carros e Nick escapa. Ele então se camufla entre os zumbis enquanto ele segue seu caminho para Tijuana. O grupo anterior de bandidos então chega e mata alguns zumbis, mas a maioria deles é comida. Nick finalmente desmaia devido ao seu ferimento e desnutrição. Um grupo de sobreviventes observa Nick, mas não o ajuda. Nick tem vários flashbacks de seu tempo com sua namorada na reabilitação por causa do vício em drogas. É aí que ele expressa sua frustração com a falta de atenção de seu pai para com ele. Mais tarde, ele é visitado por Madison e descobre que seu pai morreu em um acidente de carro. Nick acorda para encontrar sua namorada. Nick então recupera a consciência e consegue manchar seu caminho para Tijuana. Ele encontra o grupo de Luciana. Nick começa a observar a comunidade de Luciana e fica chocado ao ver o povo de Luciana banir um homem infectado. Luciana explica que quem está infectado ou em estado terminal se sacrifica para ajudar a construir um muro ao redor da comunidade. Nick então acompanha Luciana em uma busca de suprimentos para um supermercado próximo. Nick é pego tentando furtar em uma loja. Luciana repreende Nick por sua imprudência. Nick é então levado perante o líder da comunidade, Alejandro.
A fim de preservar seus suprimentos de remédios cada vez menores, Nick propõe a Alejandro que eles enganem os bandidos com os quais prometeram negociar remédios, diluindo-os secretamente com leite em pó, protegendo seu próprio suprimento. Alejandro está impressionado com a engenhosidade de Nick e o aceita totalmente em sua comunidade, dando-lhe sua própria casa. Ele também confirma a Nick que ele foi mordido por um zumbi e de alguma forma não se transformou. No entanto, um dos guardas da comunidade retorna e relata que o irmão de Luciana, Pablo, foi morto. Luciana fica chocada com a notícia e é consolada por Nick. Mais tarde naquela noite, Luciana visita Nick e os dois começam a se beijar. Nick e Luciana são acordados com a notícia de que um dos guardas da comunidade, Francisco, desertou com a família. Com a comunidade perdendo guardas em uma taxa cada vez maior, Alejandro está preocupado com a possibilidade de a comunidade entrar em colapso e proíbe qualquer pessoa de sair, mesmo para busca de suprimentos. Nick está preocupado, pois eles deveriam trocar seus remédios para os bandidos, que provavelmente atacarão a comunidade se não conseguirem o que desejam. No armazém dos bandidos, Madison e Elena chegam para negociar, onde ela ouve os bandidos interrogando Francisco. Madison os ouve descrever a aparência de Nick e tenta descobrir onde ele está, sem sucesso. Nick patrulha o perímetro e localiza os bandidos patrulhando a comunidade à distância. Ao retornar ao hotel, Madison acende as luzes do hotel contra a vontade de todos na esperança de atrair a atenção de Nick, embora Alicia a convença a respeitar a decisão de Nick de escolher a morte em vez de sua família, apesar de ficar chateada por Madison não parecer se importar com sua decisão de  ficar com o grupo. Madison apaga as luzes, mas não antes de Travis, agora sozinho, vê-los.
Nick tenta convencer os bandidos a não atacarem a comunidade, mas seu líder, Marco, explica a ele que sabe como eles entram e saem da Colônia, usando os zumbis como seu exército, e o deixa com um ultimato: abandone a comunidade ou ele e seus homens massacrarão todo mundo. Para demonstrar sua determinação, Marco mostra a Nick os cadáveres executados de Francisco e sua família. Nick então retorna e avisa Luciana sobre o ataque iminente e pede que ela saia com ele. No entanto, Luciana ainda está inflexível sobre a capacidade de Alejandro de protegê-los. Frustrado, Nick força Alejandro a admitir que não está realmente imune à infecção e que usou sua experiência médica apenas para suprimir os sintomas. Nick deixa a comunidade silenciosamente e percebe um helicóptero pousando em uma cidade do lado americano da fronteira. Ele retorna à comunidade para convencer Alejandro a evacuar a comunidade. No dia seguinte, quando Marco e seus bandidos chegam, eles encontram a comunidade aparentemente abandonada. No entanto, sem o conhecimento deles, Alejandro, em estado terminal, arromba o portão improvisado da comunidade, permitindo a entrada de infectados e forçando Marco e seus homens a fugirem. Nick e Luciana lideraram seu grupo para fora da colônia e em direção à fronteira.

### 3ª temporada
Travis se encontra com Nick, Luciana ferida e outros prisioneiros. Os prisioneiros são baleados para ver quanto tempo demoram para reanimar. Travis, Luciana e Nick tentam escapar, Nick encontra uma horda de zumbis no final do esgoto e faz o seu caminho de volta. A família é reunida, mas o complexo é invadido por zumbis, forçando todos a irem embora. Travis, Luciana e Alicia escapam a bordo de um helicóptero enquanto Madison e Nick partem em um caminhão com Troy. Nick chega ao Rancho Queixo Quebrado, onde Troy tenta matar Luciana, mas ele se opõe a eliminá-la, após o que Nick força os outros a ajudar Luciana. Luciana em recuperação informa a Nick que eles devem deixar a fazenda o mais rápido possível. De volta à sua cabana, Madison descobre Troy deitado na cama de Nick, e ele expressa desprezo por seu filho; Madison diz a Troy que Nick aprenderá a se encaixar. Enquanto caça javalis, Nick descobre que ele e Troy têm visões de mundo semelhantes. A equipe que está investigando o tiroteio do helicóptero está atrasada; Troy deve liderar uma segunda equipe de voluntários de Madison para acompanhá-los. No entanto, Nick e Jeremiah se unem limpando os destroços, localizando o revólver antigo premiado de Jeremiah. Nick espera que Luciana goste da casa, mas ela sai à noite. Mais tarde, Nick e Jeremiah encontram Gretchen e sua família assassinados e transformados; todos eles percebem que Troy era o responsável, mas Madison informa à comunidade que Walker fez isso para prepará-los para o conflito que se aproximava. Uma doença incapacitante de repente atinge a comunidade e muitos dos milicianos morrem e reanimam como zumbis, massacrando os residentes; Nick vê Ofelia correndo e percebe que ela era a responsável antes de também adoecer, descobrindo que Ofelia fazia café com pó de Antraz. Nick escava sob a velha cabana e descobre que Jeremiah e os fundadores mataram três bravos que estavam atacando seu gado, além do pai de Walker. Quando Madison incita Jeremiah a se matar, dizer isso vai apaziguar Walker e preservar o legado de Jeremiah; Nick o mata em vez disso e eles encenam isso como um suicídio.
Nick estava em uma expedição com a milícia quando observou a chegada de Walker e seu povo à comunidade para se estabelecerem lá. Mais tarde brindou com os demais pela união dos dois grupos e por um futuro melhor. Infelizmente, esses ideais não duraram muito quando um dos fazendeiros atirou nos nativos e isso levou todos os nativos a decidirem se armar para a proteção. Com a missão de despir todas as armas que os moradores do rancho possuíam, Nick junto com Walker e Madison visitaram a casa de Troy em busca de qualquer arma que ele possuísse, mas a missão se transformou em um campo de guerra quando o louco atacou os nativos baleados. Acompanhando seu amigo na tentativa de acalmá-lo, Nick finalmente não teve escolha a não ser revelar que seu pai não havia cometido suicídio, mas que ele o havia matado. Nick se torna o sucessor de Troy na milícia, e ele os avisa para esperar o momento certo. Quando os nativos tentam tomar posse do poço principal, mas Nick, armado com a última pistola dos fazendeiros, lidera um protesto. Há uma corrida para a água, drenando o aquífero. A milícia avança sobre os guardas nativos, mas no último momento é inspirada pelos esforços para abrir um novo poço. Quando Troy visita Nick em uma noite, este avisa que o rancho será destruído. No entanto, Nick e Jake decidiram encontrar Troy e descobriram que ele estava usando um lançador de granadas para guiar um rebanho de zumbis em direção ao rancho. Troy explica que o rebanho forçará o povo a ir para o deserto, como ele, e apenas o mais apto sobreviverá. Jake mantém Troy sob a mira de uma arma, mas hesita em saber que Nick matou seu pai e Alicia manteve isso em segredo. Quando o rebanho infectado invade o rancho provocado por Troy, Nick e Troy dirigem através do rebanho e ficam presos no helicóptero. Ofelia e Cachorro Louco pegam fogo no depósito de combustível do rancho. Madison, Strand e Walker voltam e resgatam Nick, Troy e Alicia. Depois de deixar o rancho que foi invadido por infectados, Madison e Nick cuidam de Ofelia, que revela que foi mordida durante sua estada na despensa. Nick vai em uma farra de drogas e bebidas, lutando com Troy para se juntar a ele, eventualmente vadeando um grupo de mortos-vivos quando Nick confessa que não pode ir com Madison. Na manhã seguinte, Daniel concorda em deixar o grupo de Madison ir à represa, mas Nick e Troy decidem ficar no bazar. Nick é avisado por Troy, que os inspetores querem atacar a barragem, enquanto Strand diz a Nick para tirar sua família, tendo feito um acordo com os inspetores, mas não podendo mais garantir a segurança de ninguém. Nick é então questionado por Daniel sobre o rebanho, dando a Nick outro motivo para tirá-los de lá. No entanto, quando Madison descobre que Troy liderou o rebanho, ela o mata na frente de Nick. Strand abre um portão para os Proctors. Enquanto os Proctors invadem a represa, Strand pega o detonador e esconde Madison e Nick. Iniciando uma discussão acirrada com sua mãe, na qual o menino recriminava suas ações de matar tudo que estava em seu caminho, Madison esclareceu que ela nunca seria capaz de colocar sua vida antes da de seu filho, apesar de sua opinião contrária. Mantendo Strand sob a mira de uma arma, Strand os informou que Alicia estava na instalação, então eles relutantemente concordaram com o plano de Strand de escapar com segurança. No entanto, a operação foi frustrada com o aparecimento de Lola, que em vingança pela morte de todo o seu povo enfrentou os Proctors até ser morta por John. Reunindo-se com sua irmã e sendo condenado junto com sua família e Victor por quase arruinar os planos dos Proctors, Nick removeu o detonador do bolso de Victor enquanto o abraçava e ordenou que sua família fugisse enquanto ele se sacrificava. Apesar de receber apoio tático à distância de Walker e Lee com seu atirador, Nick foi forçado a detonar as bombas antes do tempo e, como resultado, ele só pôde assistir enquanto a jangada em que sua família estava acabou sendo arrastada pelo riacho.

### 4ª temporada
Dois anos após a explosão da barragem Gonzalez, Nick, Alicia e Strand se reencontram com Luciana. No final do episódio, Althea, Morgan Jones e John Dorie são emboscados pelos quatro. Um ano antes, o grupo fazia parte de uma comunidade que vivia em um estádio de beisebol. Madison e outros, exceto Nick, começaram a encontrar a família de Charlie, uma jovem da comunidade. O grupo de Madison chega a uma cidade deserta e eles se dividem para pesquisar. Madison e Alicia encontram um acampamento incendiado perto de tanques de petróleo gigantes, que tem uma bandeira branca com o número "457". Madison encontra uma mulher chamada Naomi, e Madison a convida para sua comunidade. À noite, um grande comboio de caminhões se aproxima do estádio. Mel, o líder de um grupo conhecido como Abutres, reúne zumbis do lado de fora do estádio e os coloca em um caminhão; é então rotulado como "12". Madison sai para falar com Mel, e ele diz a Madison que sabe de seu problema com o gorgulho, graças a Charlie, que é revelado como uma espiã. Mel ordena que Madison dê a eles todos os seus suprimentos ou eles morrerão por falta de recursos. Madison se recusa e vai embora. Recapitulando os acontecimentos do episódio anterior: Luciana encontra uma bandeira com "51" no caminhão da SWAT de Althea e Alicia ordena que os levem até onde a encontraram. Em flashbacks, Nick e Madison fazem uma busca de suprimentos, no entanto, quando chegam, eles descobrem que o irmão de Mel, Ennis, já o roubou. Charlie espionou Madison e obteve a localização, dando-a a Ennis. Nick implora a Charlie para não dar ouvidos aos Abutres. Nick então ataca Ennis com sua faca, mas Madison o impede de matar Ennis. Charlie vai com Ennis em seu El Camino azul e eles vão embora.
No presente, o veículo da SWAT sai da estrada e bate após uma comoção dentro do veículo entre os dois grupos. Nick avista o El Camino azul e corre atrás dele. Os outros encontram um posto de gasolina que tem um caminhão com um cabo de aço, que podem usar para retirar o veículo da SWAT da lama. Voltando ao caminhão da SWAT, eles lutam contra vários infectados e o rebocam com sucesso. Nick encontra Ennis em uma fazenda e eles lutam dentro de um silo. Nick empala Ennis com um chifre de veado, matando-o. Nick é então baleado por Charlie. O resto do grupo chega, onde tentam ajudá-lo, mas ele morre. Alicia soluça e fica arrasada.

## Desenvolvimento e recepção

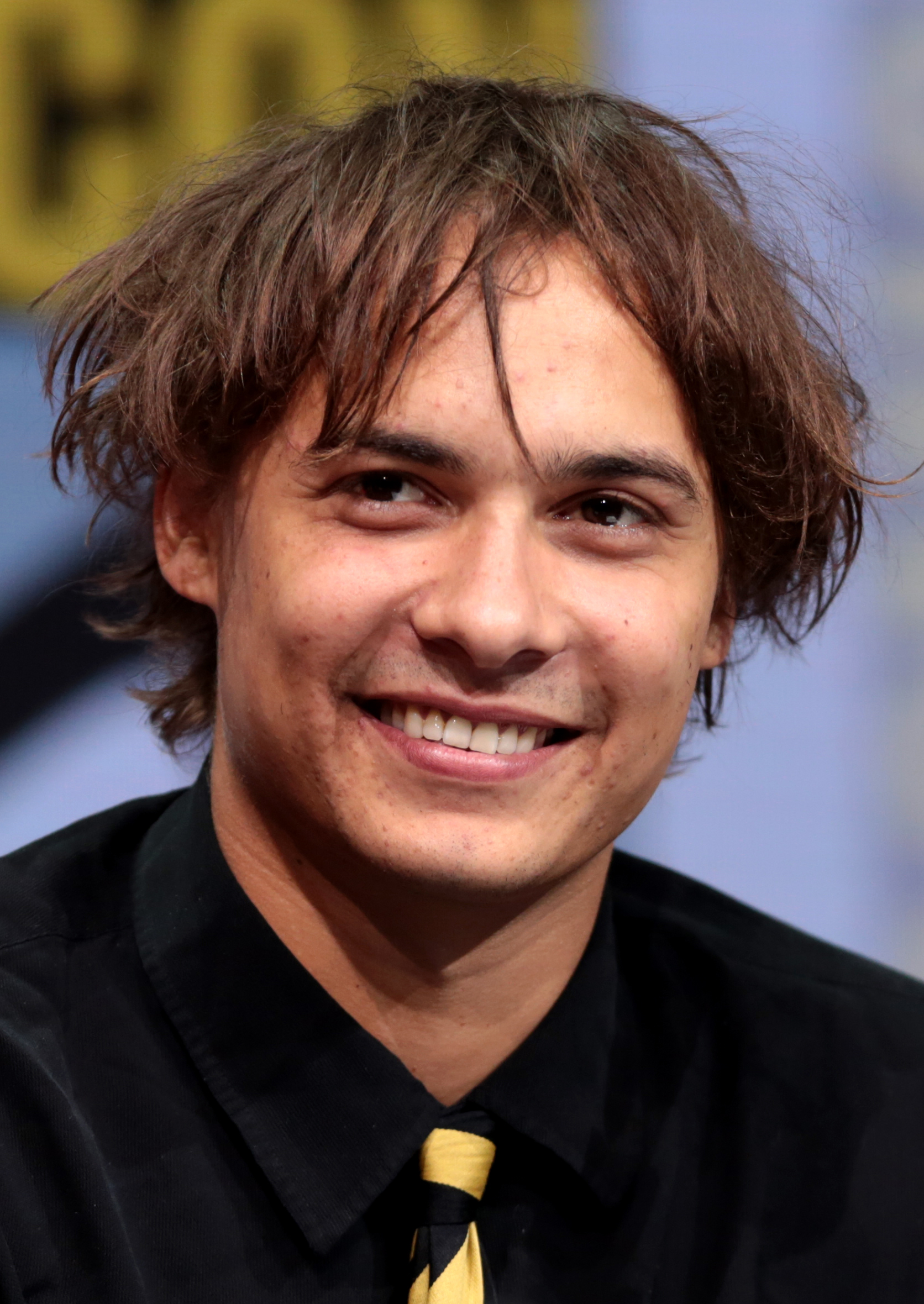
Frank Dillane, intérprete de Nick Clark.

Dillane recebeu críticas positivas por sua interpretação como Nick Clark. O terceiro episódio (da quarta temporada) mostra a morte de seu personagem. Em uma entrevista depois que o episódio foi ao ar, Dillane revelou que pediu para deixar a série antes da quarta temporada. O ator explicou:
"Eu já fazia isso há três ou quatro anos, a série passou por muitas mudanças em termos de pessoas diferentes no comando, todas essas coisas, e eu senti que o início desta temporada parecia o fim de uma era com essa série. E a televisão é um trabalho árduo e você tem que filmar muito. Eu também sentia muita falta da Europa. Não sou americano, então, depois de um tempo, fico com muitas saudades de casa e todas essas coisas. Também senti que havíamos alcançado o que precisávamos nas primeiras temporadas, então pensei que era hora de seguir em frente."